# Melchior Ignaz Stenglein
Melchior Ignaz Stenglein (* 31. Dezember 1745 in Lichtenfels; † 27. Oktober 1827 in Bamberg) war ein deutscher römisch-katholischer Theologe, Geistlicher und Hochschullehrer. 

## Leben
Stenglein war Sohn eines Amtsvogts. Das Bamberger Gymnasium besuchte er von 1757 bis 1762. Anschließend nahm er das Studium der Philosophie an der Universität Bamberg auf, wurde am 9. Juni 1763 zum Bakkalaureus und am 9. Juni 1764 zum Magister graduiert. Später führte er den Titel eines Dr. phil. Er trat am 14. September 1764 den Jesuiten bei. 1767 begann er an der Bamberger Universität das Theologiestudium, setzte es an der Universität Würzburg fort, bevor er das Studium am 26. April 1776 in Bamberg mit der Erlangung des Lic. theol. abschloss. Während seines Studiums kam es 1773 zur Aufhebung des Jesuitenordens, weshalb er Instruktor der Hofedelknaben in Bamberg wurde und in das Priesterseminar Bamberg eintrat. Seine Priesterweihe erfolgte am 26. Juli 1774.
Stenglein trat am 12. Juli 1777 das Amt des Professors der Dogmatik an der Theologischen Fakultät der Bamberger Universität an und wurde am 11. Juni 1778 an der Universität zum Dr. theol. promoviert und ebenso 1778 zum Kanoniker des Kollegiatstifts St. Gangolf ernannt. Dort stieg er 1789 zum Kapitular und 1796 zum Scholastikus auf. Seine Professur an der Universität verließ er im April 1791, nachdem er zuvor am 23. Januar 1791 zum fürstbischöflichen Geistlichen Rat erhoben wurde.
Stenglein erhielt im Dezember 1791 die Stelle als Hofkaplan und Hofmeister der Edelknaben am fürstbischöflichen Hof in Bamberg. In der Zeit der Säkularisation erhielt er 1803 die Stelle als Landesdirektionsrat des Ersten Senats für geistliche Angelegenheiten. Am 28. Oktober 1821 stieg er schließlich zum Domdekan in Bamberg auf.
Schriftstellerisch trat Stenglein nicht bedeutend in Erscheinung.